# Tantalophis discolor
Tantalophis discolor är en ormart som beskrevs av Günther 1860. Tantalophis discolor ingår i släktet Tantalophis och familjen snokar. Inga underarter finns listade i Catalogue of Life.
Arten förekommer i bergstrakten Sierra Madre del Sur i Mexiko. Utbredningsområdet ligger i nordvästra delen av delstaten Oaxaca. Individerna vistas i skogar med tallar och ekar.
Intensivt skogsbruk och regionens omvandling till jordbruksmark hotar beståndet. Tantalophis discolor är skyddad enligt mexikansk lag. Skyddszoner saknas däremot. IUCN kategoriserar arten globalt som sårbar.